# Лич, Фейт
Фейт Ивонн Лич (англ. Faith Yvonne Leech; 31 марта 1941, Бендиго — 14 сентября 2013, Бендиго) — австралийская пловчиха, чемпионка летних Олимпийских игр в Мельбурне (1956) в эстафете 4×100 метров вольным стилем.

## Биография
Начала заниматься плаванием в качестве способа борьбы со сколиозом. В возрасте 12 лет показала лучший национальный результат для своих лет на дистанции 110 ярдов. В 1955 г., в возрасте 13 лет, выиграла два титула на чемпионате штата Виктория и национальный титул на дистанции 110 ярдов.
В 1956 г. она не могла принимать участия в соревнованиях среди взрослых из-за болезни, но в своей возрастной группе победила на дистанции 100 м с результатом 1:04.6, уступив только 0,1 сек. мировому рекорду, установленному Дон Фрейзер. За свою уникальную технику она получила прозвище «Летающая рыба». На летних Олимпийских играх в Мельбурне (1956) она стала чемпионкой в эстафете 4×100 метров вольным стилем и бронзовым призёром на дистанции 100 метров вольным стилем.
Ушла из плавания 1957 г. в возрасте 16 лет по рекомендации врача, поскольку испытывала сильный стресс из-за любой конкуренции. Работала в качестве модели, затем, вернувшись в родной город Бендиго, возглавила семейный ювелирный бизнес. Также помогла обучению плаванию детей-инвалидов.